# Chrenka Edit
Chrenka Edit (szlovákul Edita Chrenková; Érsekújvár, 1936. május 9. –) szótárszerkesztő, szótáríró, műfordító.

## Élete
1954-ben érettségizett Érsekújvárott, majd a pozsonyi Comenius Egyetem magyar–orosz szakán szerzett tanári oklevelet 1959-ben. Olaszországi tanulmányúton volt. A Szlovák Tankönyvkiadó szerkesztőjeként dolgozott. Elkészítette a szlovák-magyar szótár több változatát is Tankó Lászlóval közösen. Emellett orosz és olasz szótárakat is szerkesztett.

## Művei
Nyelvészeti írásokat, könyvkritikákat és recenziókat publikál szlovák és magyar nyelven. Több szlovák–magyar és magyar–szlovák szótár szerkesztője.

## Elismerései
- 2014 Turczel-díj[1][2]
- 2006 Érsekújvár díszpolgára
- 2004 Bél Mátyás-díj